# Relikwieën van het Heilig Kruis
Relikwieën van het Heilige Kruis, relieken van het Ware Kruis of kruisrelieken zijn de vermeende overblijfselen of relikwieën van het kruis waaraan Jezus stierf. 

## Geschiedenis
In hoeverre de relieken van het Heilige Kruis echt zijn is onderwerp van discussie. In de middeleeuwen hadden dermate veel kerken een relikwie waarvan ze beweerden dat het afkomstig van het Heilig Kruis was, dat Johannes Calvijn in zijn Traktaat over de relikwieën al opmerkte dat deze relikwieën samen genoeg hout zouden opleveren om een scheepsruim mee te vullen. Het merendeel van deze relieken zou dan vervalsingen betreffen. Volgens de Franse architect Charles Rohault de Fleury (1801–1875) is dit echter niet waar en zouden alle bekende relieken bij elkaar niet eens één volledig kruis behelzen.
De meeste relikwieën van het Heilig Kruis die zich in Europa bevinden komen vermoedelijk oorspronkelijk uit Constantinopel (hedendaags Istanboel). Deze toen nog christelijke stad werd in 1204 veroverd en geplunderd tijdens de Vierde Kruistocht. De vele relikwieën van het Heilig Kruis die zich daar bevonden, zouden na de Heilig Kruisvinding door Helena van Constantinopel vanuit Jeruzalem naar Constantinopel zijn gebracht.
De Santo Toribio de Liébana in Spanje zou volgens de overlevering het grootste relikwie in haar bezit hebben. Het is dan ook een pelgrimsoord voor rooms-katholieken. Het Byzantijns patriarchaalkruis, dat zes eeuwen lang bewaard werd in de Onze-Lieve-Vrouwekerk in Maastricht (thans in de Sint-Pietersbasiliek in Rome), bevat vijf stukken van het Heilig Kruis die, achter elkaar gelegd, 70 cm lang zijn.

## Relieken en reliekhouders

### België
In België worden fragmenten van het Ware Kruis bewaard onder andere:
- in de Onze-Lieve-Vrouwekerk in Brugge;
- in de Sint-Walburgakerk van Veurne;
- in de Sint-Petrus en Pauluskerk in Middelburg (Oost-Vlaanderen);
- in de Kathedraal van Sint-Michiel en Sint-Goedele in Brussel;
- in de kerkschat van de Virga Jessebasiliek te Hasselt, bewaard in museum Het Stadsmus. Deze reliek is een deel van de kruisreliek van Llywelyn ap Gruffydd (Wales, circa 1240 – 11 december 1282);[2]
- in een patriarchaal kruis in de schatkamer van de Kathedraal van Namen;
- in een reliekenkruis in de kerkschat van Oignies, onderdeel van het Musée provincial des Arts anciens du Namurois te Namen.
- De kruisrelikwieën in de Sainte-Croix-triptiek, voorheen in de kerkschat van de Heilig Kruiskerk in Luik, tegenwoordig in het museum Grand Curtius in diezelfde stad, zijn op een onbekend tijdstip uit de 12e-eeuwse reliekhouder verwijderd. Datzelfde geldt ook voor het Stavelot-triptiek, oorspronkelijk in de Abdijkerk van Stavelot, tegenwoordig onderdeel van de kunstverzameling John Pierpont Morgan in New York, en een Maaslandse staurotheek met onbekende herkomst in het Louvre te Parijs.

### Nederland
In Nederland worden in diverse kerken fragmenten van het Heilig Kruis bewaard:
- In de schatkamer van de Sint-Servaasbasiliek en die van de Onze-Lieve-Vrouwebasiliek te Maastricht bevinden zich diverse reliekhouders met relieken van het Heilig Kruis. Daarvan zijn er zeker twee in de vorm van een kruis.

- Eveneens in Maastricht, in de Sint-Martinuskerk te Wyck, wordt de Zwarte Christus van Wyck vereerd, waarin een kruisreliek in een holte aan de achterkant is geplaatst; een tweede kruisreliek in deze kerk, geplaatst in een gotische reliekhouder, wordt elke eerste vrijdag van de maand vereerd tijdens de Heilig Hartverering.
- In de Sint-Antoniuskerk in Dordrecht bevindt zich het "Heylighe Hout van Dordt". Deze wordt sinds 2013 jaarlijks op de laatste zondag van juni in een processie door Dordrecht meegevoerd.[3][4] In 2018 was het reliek te zien in de ommegang tijdens de Heiligdomsvaart van Maastricht.
- In de Sint-Agneskerk te Amsterdam werd van 1935 tot 2025 de reliekhouder (schrijn) met het dubbel-relikwie Testa, met een doorn van de doornenkroon en een fragment van het heilig kruis. Deze is op zondag 30 maart 2025 officieel overgedragen aan de Co-kathedrale basiliek van de Heilige Nicolaas in Amsterdam.[5][6]

### Elders
- In diverse kerkelijke schatkamers in Duitsland worden reliekenkruisen en andere reliekhouders met relikwieën van het Heilig Kruis bewaard, onder andere het Bernwardkruis in de Dom van Hildesheim, het Giselakruis in de Abdij van Niedermünster, het Nordhäuser Kruis in de Sint-Cyriacuskerk in Duderstadt, het Theophanu-kruis in de Essener Domschat en de staurotheek van Limburg in het Bisschoppelijk Museum van Limburg an der Lahn.
- In de keizerlijke schatkamer van de Hofburg in Wenen bevindt zich het Rijkskruis (Reichskreuz) met relikwieën van het Heilig Kruis, dat tot de Rijksschat van het Heilige Roomse Rijk behoort.
- Het Boheems Kroningskruis, eveneens met kruisrelieken, bevindt zich in de schatkamer van de Sint-Vituskathedraal in Praag.
- In de schatkamer van de Sint-Pietersbasiliek te Rome (Vaticaanstad) worden diverse relikwieën van het Heilig Kruis bewaard, waarvan de belangrijkste zijn ondergebracht in een drietal kruisvormige reliekhouders, waarvan er één uit de 6e eeuw stamt (het Kruis van Justitianus of Crux Vaticana) en een ander in de 10e eeuw in Constantinopel ontstond en via de Maastrichtse Onze-Lieve-Vrouwekerk in het Vaticaan terecht kwam.

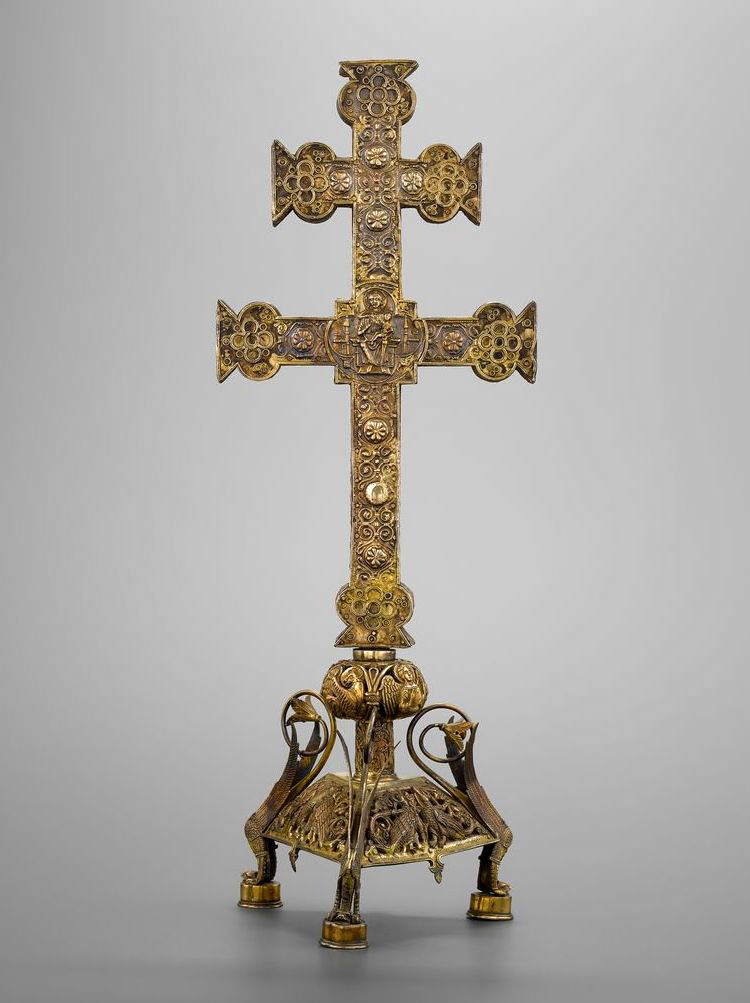
Reliekenkruis in de kerkschat van Oignies in Namen
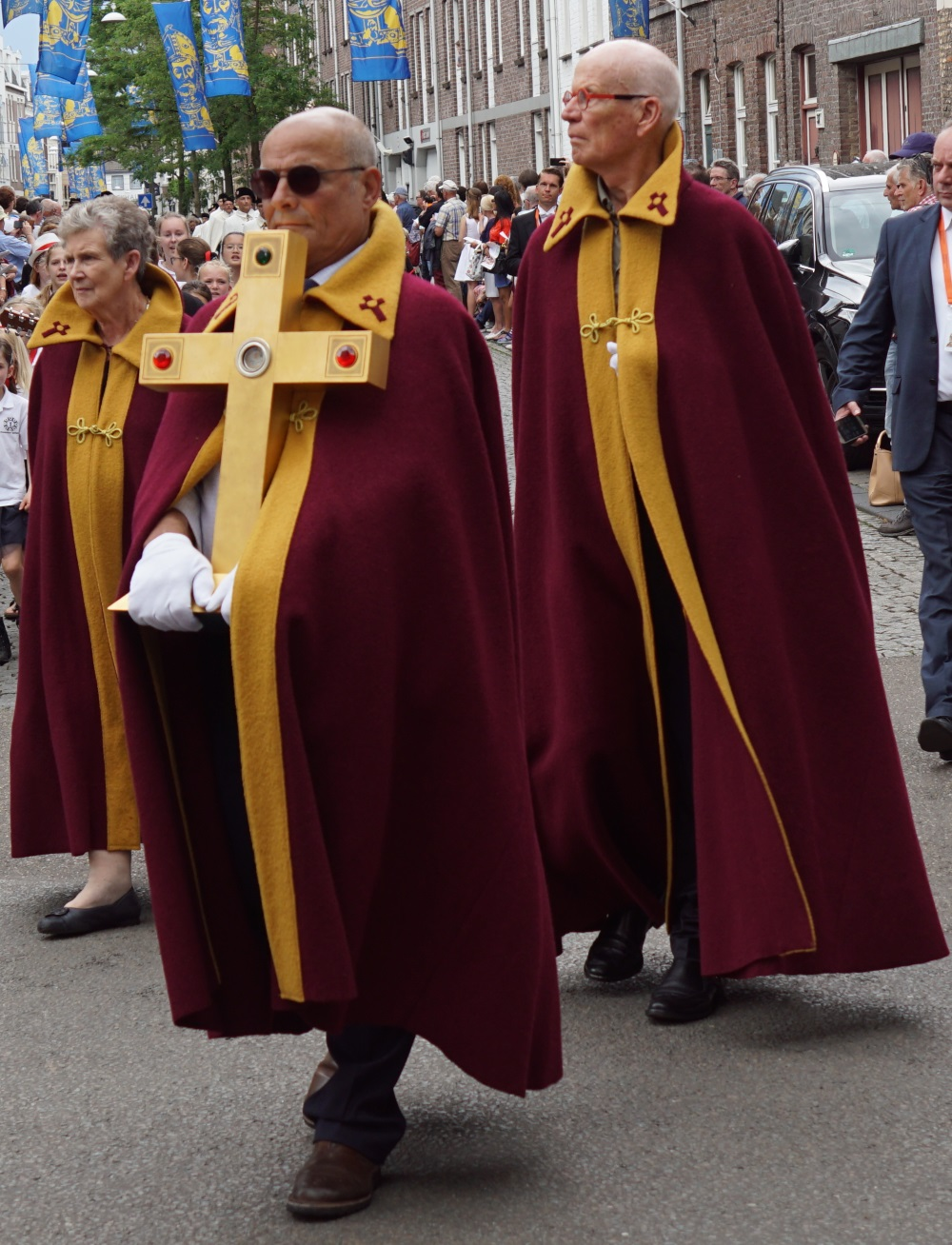
Het Heylighe Hout van Dordt in de Heiligdomsvaart van Maastricht (2018)
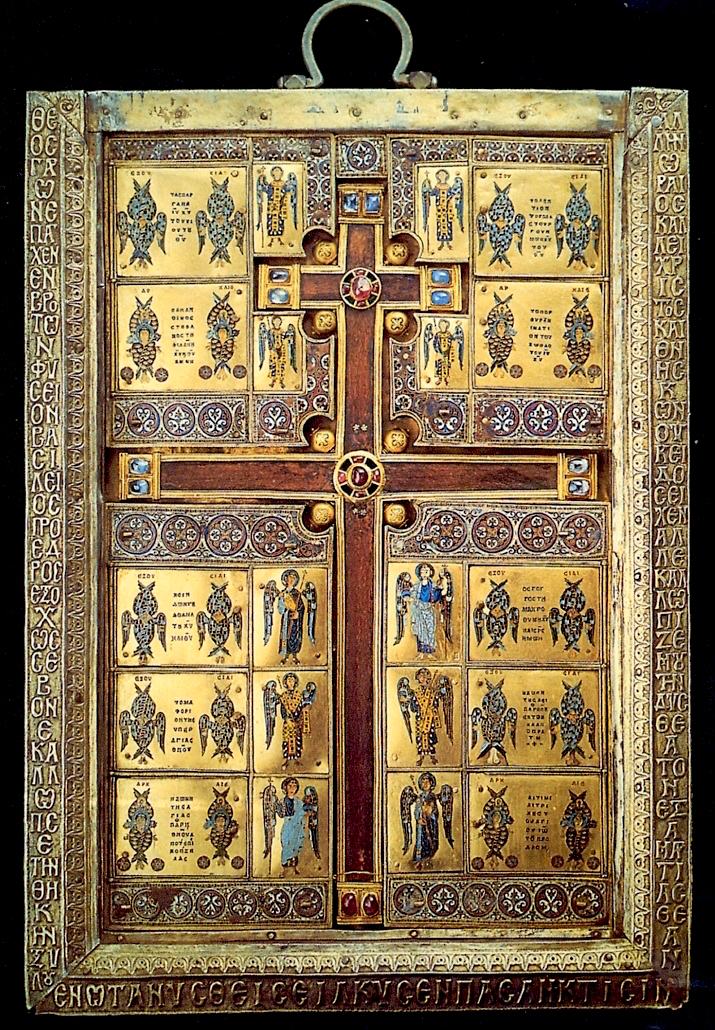
Staurotheek van Limburg, Diözesanmuseum Limburg an der Lahn
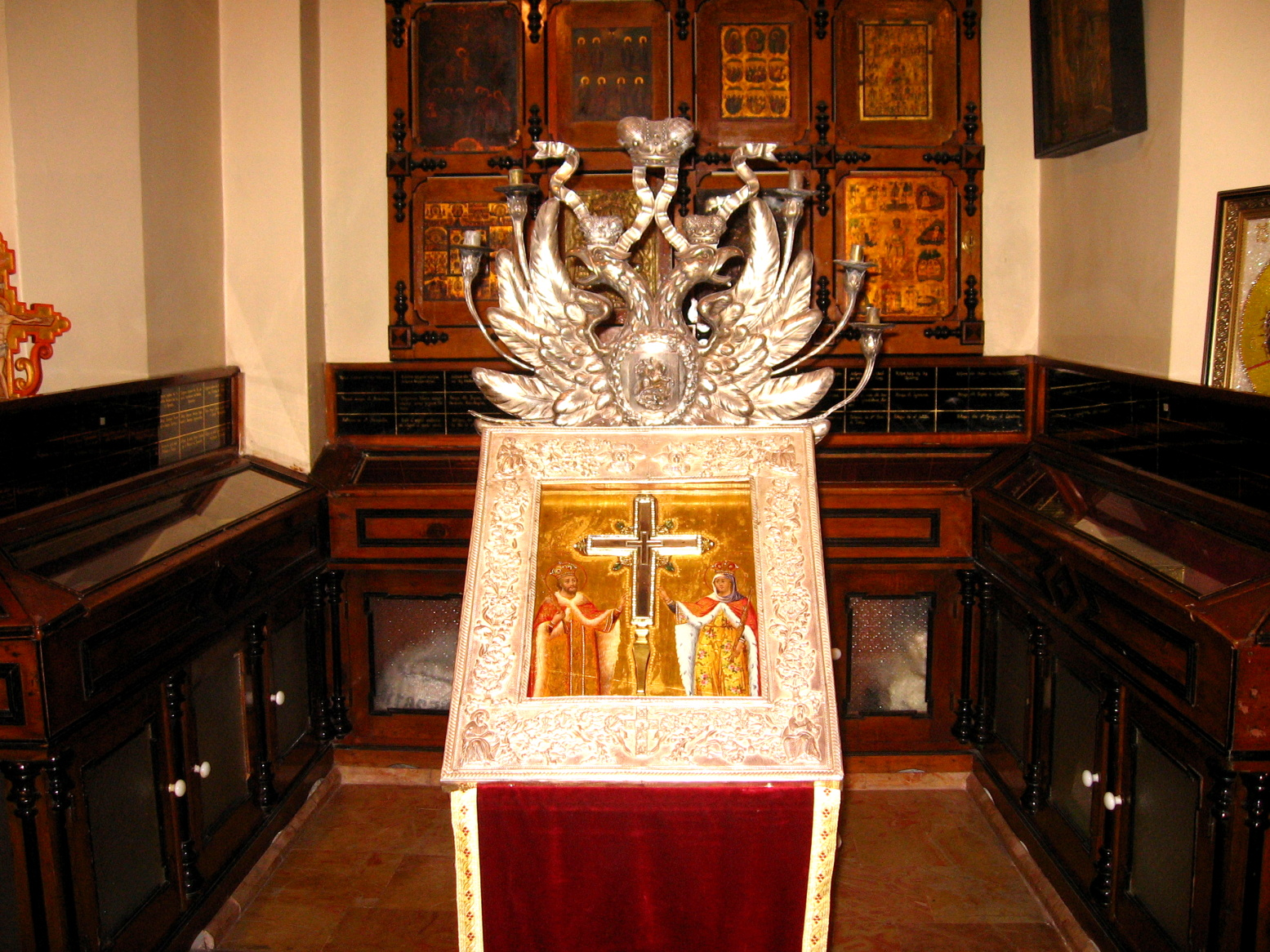
Reliekschrijn met hout van het Ware Kruis, in de Heilig Grafkerk in Jeruzalem